# Tipula (Eumicrotipula) navarinoensis
Tipula (Eumicrotipula) navarinoensis is een tweevleugelige uit de familie langpootmuggen (Tipulidae). De soort komt voor in het Neotropisch gebied.